# PPS-43
El PPS-43 (Пистолет Пулемёт Cyдаева 1943, Pistolet Pulemyot Sudaeva 1943, Pistola Ametralladora Sudayev en ruso) fue un subfusil automático soviético diseñado por Alexei Sudayev durante la Segunda Guerra Mundial (Gran Guerra Patria en Rusia) como un arma de defensa personal de bajo costo para unidades de reconocimiento, tripulantes de vehículos y personal de servicio.
Tiene dos modelos de diseño principales, el PPS-42 y el PPS-43. Este subfusil y sus variantes fueron ampliamente utilizados por el Ejército Rojo durante la Segunda Guerra Mundial, siendo más tarde adoptado por las Fuerzas Armadas de varios países del desaparecido Pacto de Varsovia, así como por varios aliados africanos y asiáticos.

## Historia
El PPS-42 fue creado como respuesta a la necesidad del Ejército Rojo de un arma ligera y compacta, con cadencia de disparo reducida, que tuviera la misma precisión y fuera aún más barata de producir que el subfusil PPSh-41, necesitando menos mano de obra, especialmente mano de obra calificada. Durante su diseño, se hizo especial énfasis en simplificar los métodos de producción. Así que se decidió producir la mayor parte de sus componentes mediante el estampado de chapa de acero. Estas medidas redujeron el número de piezas obtenidas mediante fresado y torneado a un nivel mínimo, reduciendo el tiempo de mecanizado a más de la mitad, a 2,7 horas de mecanizado en lugar de las 7,3 horas para un PPSh-41. Además se ahorraba más del 50% de acero empleado en su construcción, 6,2 kg en lugar de 13,9 kg, necesitándose menos trabajadores para fabricar y ensamblar las piezas. 
Los prototipos fueron evaluados con éxito en la primavera de 1942, tras lo cual el arma fue aceptada para servicio activo a fines del mismo año con la denominación de PPS-42 (Pistolet Pulemyot Sudaeva, que significa Pistola Ametralladora Sudaev). Un primer lote de armas había sido producido durante el Asedio de Leningrado, aunque la producción en masa solo empezó a inicios de 1943 en el Arsenal de Sestroretsk (se produjeron más de 45.000 de estos subfusiles, antes de ser reemplazados por el mejorado PPS-43). Las mejoras en sus procesos productivos permitieron a los soviéticos aumentar la producción mensual de subfusiles de 135 000 unidades a 350 000.

## Detalles de diseño

### Mecanismo operativo
El PPS-42 es un arma automática que funciona mediante el retroceso del cerrojo y dispara a recámara abierta. El cerrojo es cilíndrico y tiene una uña extractora accionada por resorte, que retira el cartucho disparado de la recámara y lo pasa a un eyector fijo situado en la parte inferior del cajón de mecanismos. La manija de amartillado forma parte del cerrojo y se encuentra en el lado derecho del cajón de mecanismos, moviéndose al disparar. Originalmente tenía un percutor fijo que podía reemplazarse, mantenido en su lugar por el resorte de la uña extractora. Al apretar el disparador se suelta el cerrojo, que va hacia adelante sacando un cartucho del cargador, introduciéndolo en la recámara y percutiendo su fulminante en un solo movimiento.

### Características
El disparador del PPS-42 solo permite fuego automático y tiene un seguro externo tipo palanca que evita disparos accidentales. Este se encuentra delante del disparador y al ser activado (al empujarlo hacia adelante), bloquea tanto el cerrojo como el disparador.
Este subfusil emplea el cartucho 7,62 x 25 Tokarev, siendo alimentado mediante un cargador curvo de 35 cartuchos, que no es intercambiable con los cargadores curvos del PPSh-41 y tampoco puede utilizar el tambor de este último.
El cañón del subfusil es de ánima rayada (4 estrías a dextrógiro), tiene una camisa de enfriamiento perforada y un tosco freno de boca, que consiste en una plancha de acero en forma de "U" que desvía los gases del disparo a los lados y hacia atrás, funcionando al mismo tiempo como un compensador y reduciendo la elevación de la boca del cañón cuando se disparan ráfagas largas.
Se agregó una culata plegable al cajón de mecanismos, con un retén accionado mediante resorte en el lado izquierdo. La culata se plegaba sobre la cubierta del cajón de mecanismos y el arma también podía dispararse de esta forma. El subfusil tenía un pistolete, pero no una empuñadura delantera ya que el brocal del cargador iba a cumplir esta función. El PPS-42 era habitualmente suministrado con dos portacargadores, una aceitera, escobilla para el cañón y correa portafusil.

### Mecanismos de puntería
El PPS tiene un sistema de puntería mecánico de tipo abierto, que consiste en un punto de mira protegido por dos orejetas y un alza pivotante ajustada para disparar a 100 y 200 metros.

## Variantes

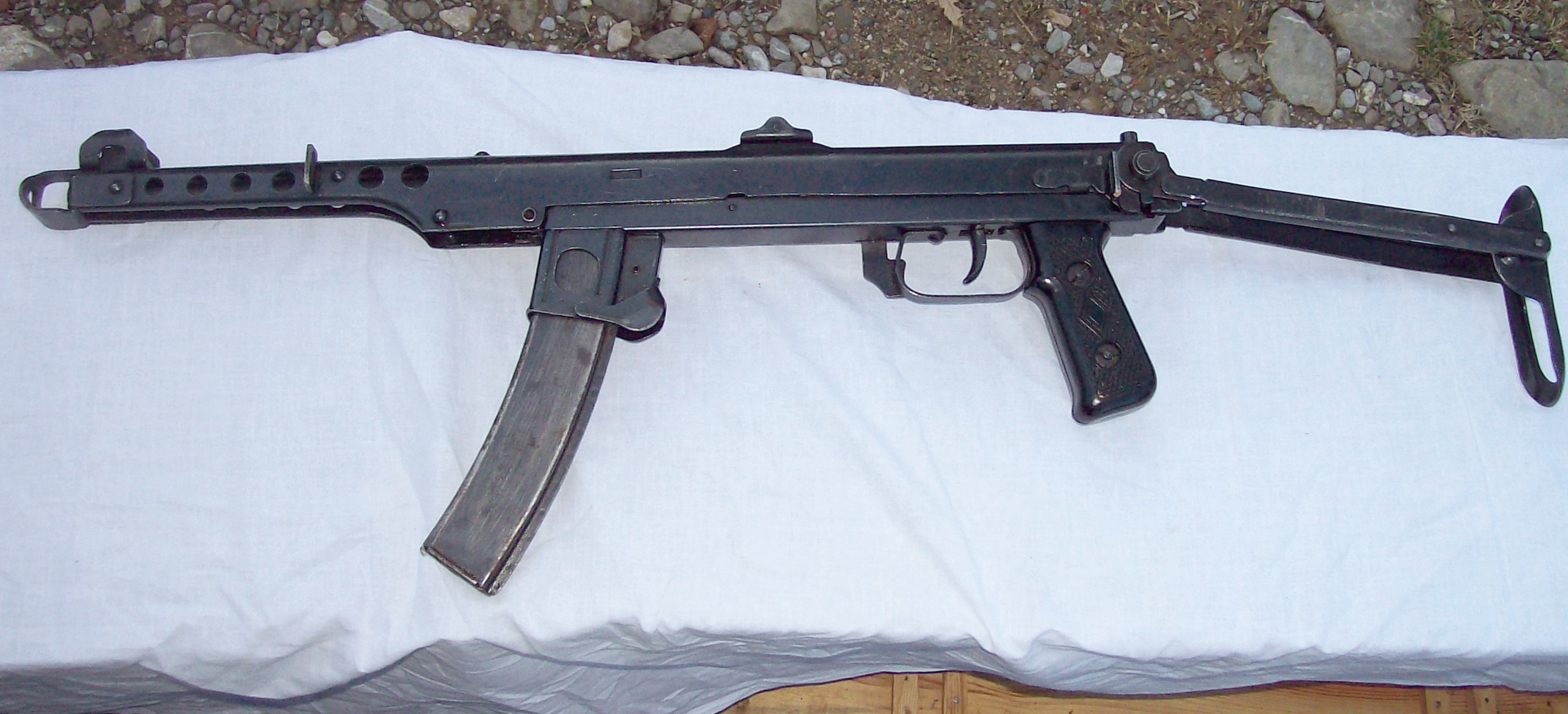
Un subfusil chino Tipo 54.

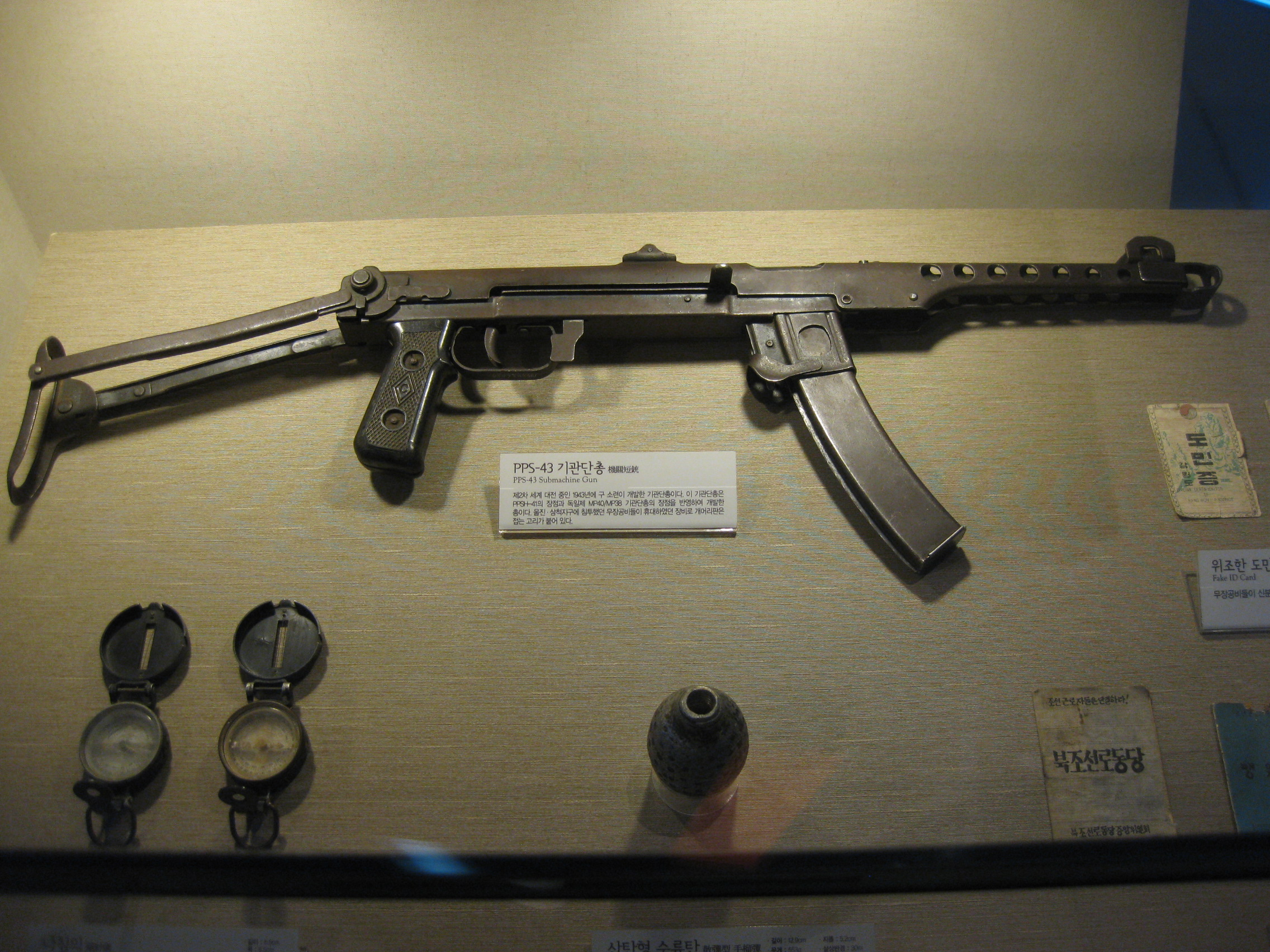
Un PPS-43 norcoreano.

Hacia mediados de 1943 entra en producción el modernizado PPS-43. Una vez más, se hicieron esfuerzos para reducir el número de maquinarias necesarias para producir el arma y mejorar su seguridad. La camisa de enfriamiento se integró al cajón de mecanismos, se acortaron tanto el cañón como la culata, se simplificó el retén de la culata, el eyector fue mudado a la parte posterior de la varilla-guía del muelle recuperador, se aumentó el ángulo del brocal del cargador para que la alimentación sea más fiable y se mejoró el seguro para bloquear el gatillo y el cerrojo tanto en posición abierta como cerrada. El PPS-43 fue adoptado por las fuerzas armadas de varios países miembros del antiguo Pacto de Varsovia, así como diversos aliados africanos y asiáticos.
Fuera de la Unión Soviética, el PPS-43 fue producido bajo licencia en Polonia (desde 1948) y en China (Tipo 54). Se construyeron diversas variantes basadas en el PPS-43, inclusive una versión polaca de entrenamiento que emplea el cartucho .22 LR (5,5 mm) alimentado desde cargadores de PPS-43 estándar con adaptadores de aluminio y el subfusil finlandés M/44. El M/44 fue una copia modificada con diferencias mínimas del PPS-43 original. Disparaba el cartcho 9 x 19 Parabellum y aceptaba tanto los cargadores rectos del subfusil Carl Gustaf M/45 como los tambores del subfusil Suomi KP/-31.
A inicios de la década de 1950, Polonia desarrolló una versión modificada del PPS-43 conocida como PPS wz. 1943/1952 que tenía una culata de madera en lugar de la culata metálica plegable. Esta fue montada en el extremo posterior del cajón de mecanismos con dos adaptadores y la manija del retén de la tapa del cajón de mecanismos fue doblada hacia abajo para aceptar este cambio. La culata tenía un compartimiento tallado dentro del cual se hallaba un equipo de limpieza estándar, así como una acanaladura y una armella para montar la correa portafusil. Esta modificación se hizo para aumentar la precisión del PPS-43, pero el poco aumento de esta fue eclipsado por el aumento en peso y tamaño del PPS wz. 43/52 en comparación con el modelo original. Entre 1952 y 1955, la Fábrica de armas Łucznik de Radom produjo unos 111.000 subfusiles.
En 1953, los guardias fronterizos de la Bundesgrenzschutz adoptaron los subfusiles españoles DUX-53 y DUX-59, que habían sido copiados del PPS-43 a través del subfusil finlandés M/44. El subfusil vietnamita K-50M también tomó elementos de diseño del PPS-43, mientras que en la década de 1950, Hungría combinó las características básicas del PPS-43 con el seguro del cerrojo del PPSh-41 en el fallido M53.
En 2010, la empresa Pioneer Arms de Radom, Polonia, empezó a producir una versión semiautomática del PPS-43, llamada PPS-43C. El arma, vendida con su culata fijada en posición plegada, es legalemnte considerada una pistola en los Estados Unidos. El arma es accionada por retroceso y dispara a cerrojo cerrado mediante un martillo, al contrario del PPS-43 que dispara a cerrojo abierto. Según el reporte del número del 20 de julio de 2012 de Shotgun News, el PPS-43C emplea muchas piezas de subfusiles PPS-43 que no fueron suministrados, instaladas en su nuevo cajón de mecanismos.

## Usuarios
- Corea del Norte: Empleó tanto subfusiles PPS soviéticos como Tipo 54 chinos.[3]
- Granada[4]
- Santo Tomé y Príncipe[5]
- Sierra Leona[6]
- Somalia[7]
- Vietnam del Norte: Fue empleado por el Ejército norvietnamita y el Vietcong en la guerra de Vietnam.[8]
- Ucrania: es empleado como arma auxiliar por varias unidades del Ministerio del Interior de Ucrania.[9]